# Teilo

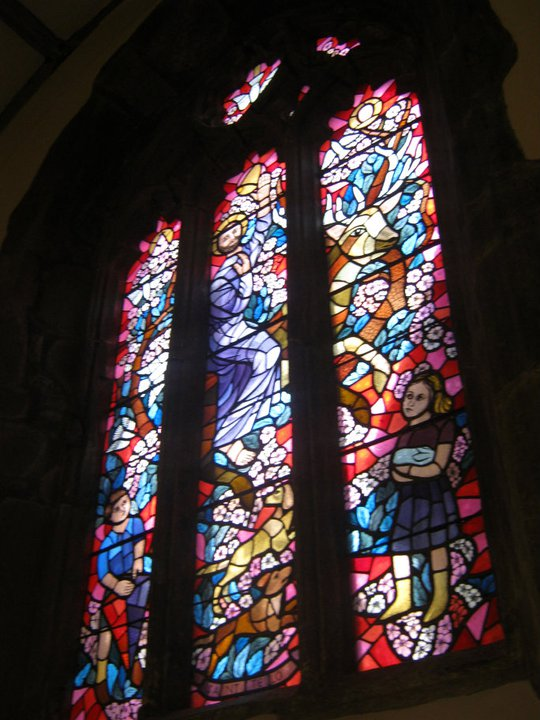
20e-eeuws gebrandschilderd raam met voorstelling van de heilige Teilo. St Teilos Church, Abergavenny

De heilige Teilo, ook Deleau, Dillo, Eliau, Eliaw, Eliud, Heléan, Héleau, Hilio, Teleau, Téleau, Téliau, Téliaw, Télio, Telo, Thélau, Theleau, Théleau, Theleu, Theliau, Théliau, Théliaut, Theliavus, Thelo en Thélo van Llandaff ( - 560) was een Welse bisschop uit de 6e eeuw.
Teilo was van adellijke afkomst. Zijn vader was Ensic (of Encic), zijn moeder Guen-haff. Een van zijn zussen, Anaumed, trouwde met koning Budic van Cornouaille in Armorica (toenmalige benaming van het huidige Bretagne). Tegelijk met Samson, de latere bisschop van Dol en David, stichter van Mynyw (het huidige St Davids) was hij een leerling van Sint-Dyffrig of Dubricius, aartsbisschop van Llandaff. Teilo volgde hem later op als bisschop van Landaff.
Er doen over Teilo verschillende legenden de ronde. hem
Zo zouden de Picten vanuit het noorden een veroveringstocht ondernomen hebben en had de koning zijn zetel in Wales gevestigd. De christelijke levenswandel van de jonge monniken was hem een doorn in het oog. Hij wist zijn vrouw zover te krijgen er een paar mooie meisjes op af te sturen om de jonge kerels te verleiden. Maar in plaats dat zij de jonge monniken het hoofd op hol brachten, werden de meisjes zelf door krankzinnigheid getroffen, evenals de hele Pictische koninklijke familie. Een andere legende vertelt dat hij samen met Maedoc, de latere bisschop Aiden van Ferns uit de bijbel zat te studeren, toen een dienaar in paniek kwam aanrennen. Er was geen hout meer voor het vuur en het eten moest worden klaargemaakt. De twee sprongen op en gingen onmiddellijk naar het nabijgelegen bos om hout te verzamelen. Er verschenen hun twee herten die zich aanboden de zware last te dragen. Ze hoefden ze zelfs niet te mennen of te drijven; ze volgden de twee monniken heel gedwee naar het klooster.
Een deel van zijn opleiding ontving Teilo bij Sint-Paulinus, een leerling van Germanus van Auxerre. Teilo werd zelf geestelijke leider van de H. Ismael.
In 540 breekt in Wales de gele pest uit. Zowel mensen als dieren sterven bij bosjes. Teilo ontvlucht zijn vaderland in gezelschap van een gedeelte van de bevolking. Hij zoekt een veilig heenkomen bij zijn vriend Samson, die intussen bisschop van het Bretonse Dol is geworden. Tezamen ijveren zij voor de verbreiding van het geloof. Een van de dingen die door alle schrijvers wordt genoemd, is dat zij samen een bos planten, dat eeuwenlang heeft voortbestaan onder de naam Plantages van Sint-Théliau. Als hij hoort dat de pest is geweken, keert hij naar huis terug. Er is een Bretonse traditie die zegt dat Teilo dan zeven jaar als bisschop heeft geresideerd op de zetel van Dol, maar zijn zwager Budic vraagt hem nog even te blijven om zijn gebied van een monster te verlossen. Dat blijkt niemand anders te zijn dan de tiran Conomor van Domnonée. Teilo stemt toe te blijven zo lang als nodig is.
Zijn feestdag wordt gevierd op 9 februari (en 25 november). Er zijn drie Welse kerken die zich erop beroemen zijn relieken in bezit te hebben: Landaff, waar hij bisschop was, Llandeilo Fwar, waar hij gestorven zou zijn, en ten slotte Penn Alun, waar hij vandaan kwam en waar hij nog de gelijknamige abdij had gesticht. Zowel in Wales als in Bretagne zijn er talrijke plaatsnamen waarin zijn naam is terug te horen. In het kerkje te Landeleau wijst men nog altijd op een stenen sarcofaag in de vorm van een voerbak; het wordt bed van Sint-Teilo genoemd. Hij is patroon van de paarden. Op 24 juni is er een pardon (boetprocessie) te Ploudaniel. De boeren brengen hun paarden naar het kapelletje en dwingen de dieren het hoofd te buigen uit eerbied voor de heilige, vervolgens moeten ze drie keer rond de kapel rijden. Teilo's voorspraak wordt ook ingeroepen tegen koorts en allerlei andere kwalen. Hij wordt afgebeeld rijdend op een hert.